# Джонні Перрі
Джонні Перрі (англ. Johnny Perry, нар. 24 жовтня 1972, Північна Кароліна, США - 21 листопада 2002, США) - американський стронгмен. Найбільше досягнення - четверте місце у змаганні Найсильніша Людина Світу 2002.

## Смерть
Кілька місяців після закінчення Найсильнішої Людини Світу 2002, де Перрі посів 4 місце а саме 21 листопада 2002 Джонні несподівано помер від передозування кокаїном.
Його вага в міжсезоння сягала 160 кілограм, багато хто пророкував що він стане наступним чемпіоном світу.